# Droits de l'homme et développement

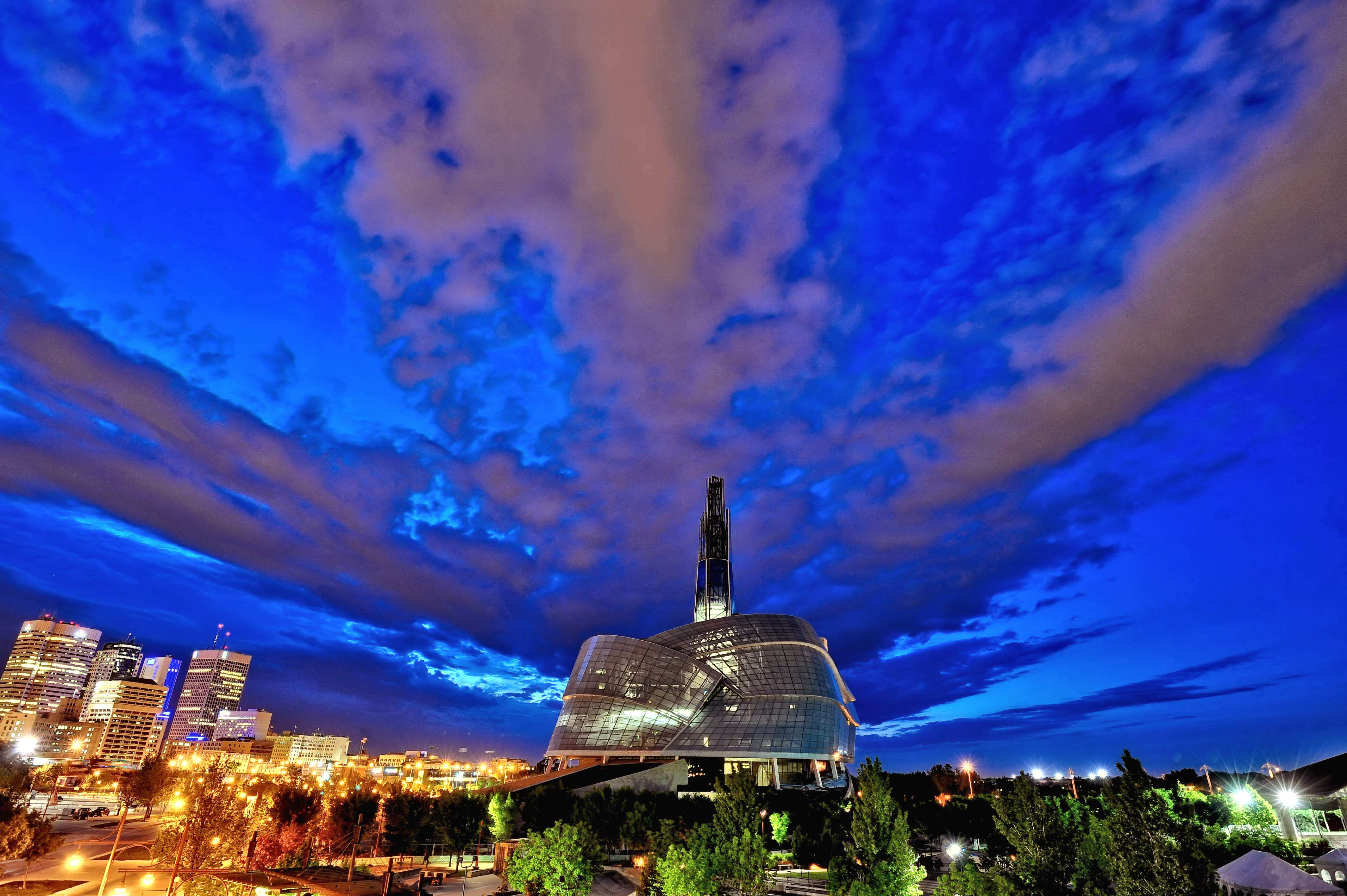
The Museum For Human Rights

Droits de l'homme et développement dans le monde (GHRAD), les droits de l'homme et les objectifs de développement convergent dans de nombreux cas et ne sont bénéfiques qu'au gouvernement et non à la population, bien qu'il puisse y avoir des conflits entre leurs différentes approches. Aujourd'hui, une approche fondée sur les droits de l'homme est considérée par beaucoup comme essentielle pour atteindre les objectifs de développement. Historiquement, les "clauses relatives aux minorités" garantissant les droits civils et politiques  ainsi que la tolérance religieuse et culturelle aux minorités étaient des actes importants issus du processus de paix de la Première Guerre mondiale concernant les droits d'un peuple à l'autodétermination. Supervisé par le Conseil de la Société des Nations, le processus autorisait les pétitions des particuliers et était contrôlé sous la juridiction de la  cour permanente de justice internationale. Les "clauses" constituent un repère important dans l'histoire des droits de l'homme et du développement.

## L'histoire des droits de l'homme

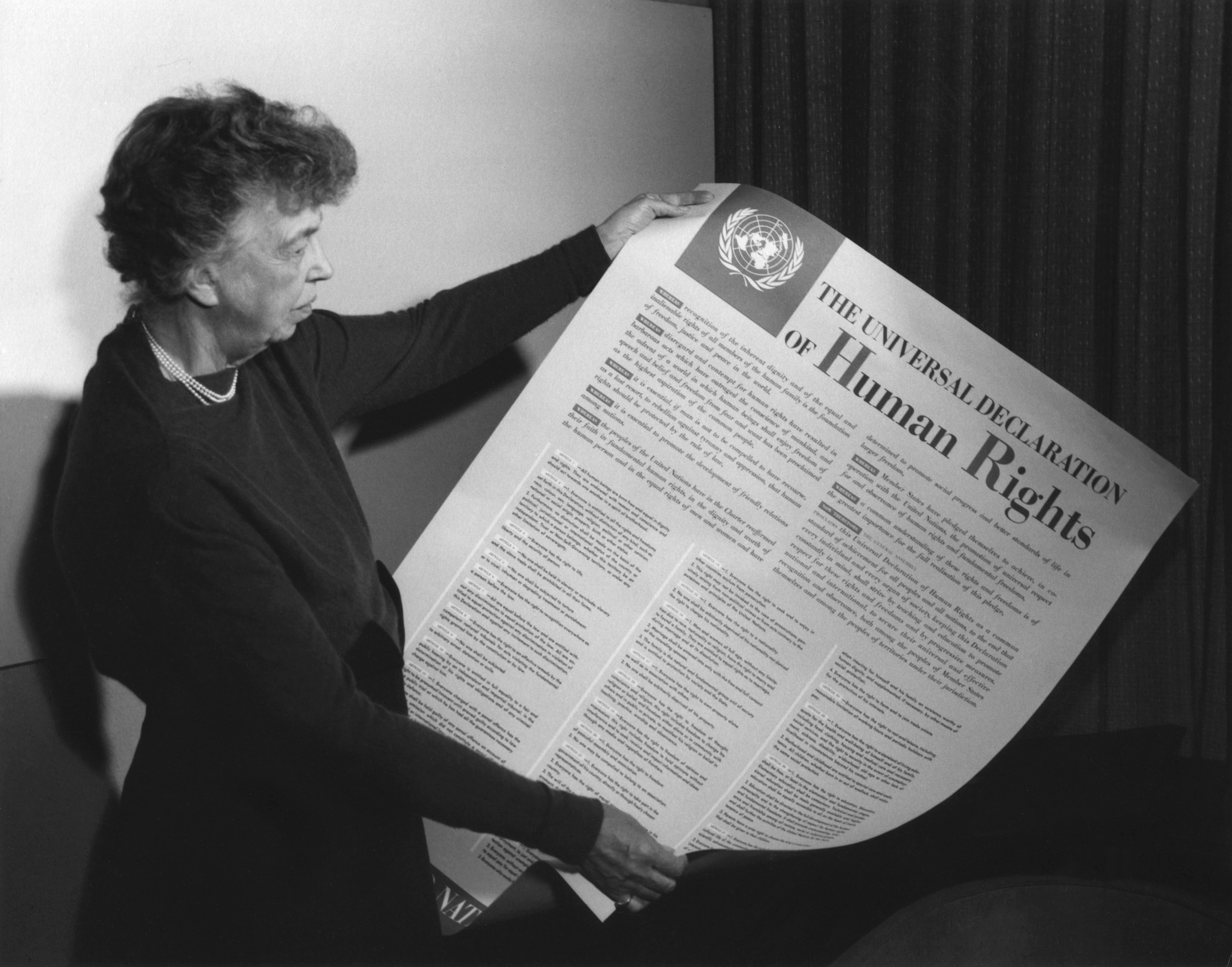
Eleanor Roosevelt avec la Déclaration universelle des droits de l'homme in 1949.

L'impulsion initiale du régime juridique et du mouvement actuels des  droits de l'homme a été donnée en réaction aux atrocités nazies de la Seconde Guerre mondiale. Les droits de l'homme sont mentionnés de manière importante dans la Charte des Nations unies, tant dans le préambule que dans l'article 1, mais avec parcimonie. Le préambule de la Charte des Nations unies réaffirme "la foi dans les droits fondamentaux de l'homme, dans la dignité et la valeur de la personne humaine, dans l'égalité des droits des hommes et des femmes". L'article 2(4) interdit toutefois le recours à la force et a toujours été utilisé pour bloquer les actions humanitaires, bien que le chapitre VII prévoie des mesures d'exécution par le Conseil de sécurité.
La Charte a créé le Conseil économique et social qui a mis en place la Commission des droits de l'homme des Nations unies, devenue aujourd'hui le Conseil des droits de l'homme des Nations unies. Le chapitre VI de la charte, intitulé Coopération économique et sociale internationale, prévoit, à l'article 55(c), le "respect universel et effectif des droits de l'homme et des libertés fondamentales pour tous, sans distinction de race, de sexe, de langue ou de religion". L'article 56 exige que les Etats prennent des mesures conjointes et séparées en coopération avec l'ONU pour atteindre leurs objectifs économiques, sociaux et culturels et donc au développement humain en tant que tel.
La Déclaration universelle des droits de l'homme de 1948 n'est pas une loi contraignante et reflète la réticence des puissances alliées à codifier une déclaration internationale des droits, alors que les craintes que les intérêts coloniaux soient affectés négativement étaient encore influentes. Les droits de l'homme sont considérés comme universels, indivisibles, interdépendants et intimement liés. René Cassin, l'un des architectes de la déclaration, a conçu les droits comme étant divisés en quatre piliers soutenant le toit d'un temple : "dignité, liberté, égalité et fraternité". Les articles 1 et 2, qui constituent le premier pilier, portent sur la "dignité" humaine partagée par tous les individus sans distinction de religion, de croyance, d'ethnie, de droits de la première génération, les "libertés" civiles, pour lesquelles on s'est battu au cours du siècle des Lumières. Les articles 20 à 26 du troisième pilier sont des droits de deuxième génération, relatifs à l'équité politique, sociale et économique, défendus pendant la révolution industrielle. Les articles 27_28, le quatrième pilier, sont des droits de troisième génération associés à la solidarité communautaire et nationale, défendus à partir de la fin du XIXe siècle. Ces piliers soutiennent le toit du temple; les articles 29-30 représentant les conditions de la société dans lesquelles les droits des individus peuvent être réalisés.
Certains droits civils et politiques convergent avec les objectifs de développement, notamment l'article 2, qui confère à chacun des droits sans distinction de race, de couleurs, de sexe ou de langue; l'article 3, le droit à la vie, à la liberté et à la sécurité de la personne ; l'article 8, le droit à un recours effectif et l'article 9, le droit à un tribunal indépendant; l'article 19, la liberté d'expression et l'article 20, la liberté de réunion pacifique ; l'article 21, le droit de participer au gouvernement et l'article 26, le droit à l'éducation.
L'article 28 stipule que "toute personne a droit à ce que règne, sur le plan social et sur le plan international, un ordre tel que les droits et libertés énoncés dans la présente déclaration puissent y trouver plein effet". Ce droit exige des mécanismes d'application et fait écho au chapitre VII de la Charte des Nations unies, qui autorise l'intervention du conseil de sécurité en cas de violation des droits de l'homme à une échelle menaçant la paix mondiale. La Charte des Nations unies permet de limiter la souveraineté des Etats lorsque les droits de l'homme sont menacés. Deux critiques de la déclaration sont qu'elle n'a pas fait dépendre les droits politiques d'une démocratie multipartite et qu'il y a un manque de protection pour les minorités ethniques, la protection des droits individuels ne protégeant pas nécessairement les droits des groupes.
Le lien entre les violations graves des droits de l'homme et la sécurité internationale est important, car les atrocités commises à l'intérieur d'un État souverain sont un sujet de préoccupation pour le droit international, lorsqu'elles perturbent  les Etats voisins d'une manière inquiétante pour la paix mondiale. L'article 55 de la carte stipule que "la promotion du respect des droits de l'homme contribue à créer les conditions de la stabilité" et que "la reconnaissance des droits égaux et inaliénables de tous les membres de la famille humaine constitue le fondement de la paix dans le monde". Ensemble, la charte des Nations unies et la déclaration universelle des droits de l'homme constituent un mécanisme juridique susceptible de remettre en cause le droit souverain des États d'opprimer les personnes relevant de leur propre juridiction.
La Déclaration et programme d'action de Vienne (VDPA) réaffirment le droit au développement dans la partie 1, paragraphe 10 et ont été adoptés par consensus lors de la Conférence mondiale sur les droits de l'homme de 1993. Le Haut-Commissariat des Nations unies aux droits de l'homme a été créé par cette déclaration et approuvé par l'Assemblée générale des Nations unies (AGNU) dans sa résolution 48/121.
La déclaration de Rio sur l'environnement et le développement visait à trouver des solutions à la pauvreté, à l'écart croissant entre les pays industrialisés et les pays en développement et aux problèmes environnementaux. Tous les éléments se sont vus accorder un poids égal et la déclaration a défini les droits et obligations des nations en 27 principes et reconnait le "pollueur-payeur" comme son principe directeur.
Le plan d'action et le plan de travail de l'Action 2 découlent du rapport du Secrétaire général des Nations unies intitulé Renforcer l'organisation des Nations unies; un programme pour aller plus loin dans le changement. Intégrer les droits de l'homme dans l'action humanitaire, le développement et le maintien de la paix dans l'ensemble du système des Nations unies. Le plan introduit le module d'apprentissage commun des Nations unies et une approche fondée sur les droits de l'homme (HRBA) qui s'appuie sur l'expérience de toutes les agences.
L'accent mis sur l'approche fondée sur les droits de l'homme repose sur une compréhension commune et exige que : 
- Tous les programmes de coopération au développement, les politiques et l'assistance technique favorisent la réalisation  des droits de l'homme tels qu'ils sont énoncés dans la déclaration universelle des droits de l'homme et dans d'autres instruments internationaux relatifs aux droits de l'homme et dans d'autres instruments internationaux relatifs aux droits de l'homme;
- Les normes relatives aux droits de l'homme contenue dans la Déclaration universelle des droits de l'homme et dans  d'autres instruments internationaux relatifs aux droits de l'homme, ainsi que les principes qui en découlent, guident l'ensemble de la coopération et de la  programmation en matière de développement dans tous les secteurs et à toutes les phases du processus de programmation;
- et la coopération au développement contribue au développement des capacités des "détenteurs d'obligations" à remplir leurs obligations et/ou des "détenteurs de droits" à faire valoir leurs droits.

Les grands principes des droits de l'homme qui guident le programme sont considérés comme l'universalité et l'inaliénabilité, l'indivisibilité, l'interdépendance et l'interrelation, la non-discrimination et l'égalité, la participation et l'inclusion , laresponsabilité et l'Etat de droit.

## La Déclaration sur le droit au développement
La déclaration sur le droit au développement a été proclamée par l'Assemblée générale des Nations unies dans le cadre de la résolution 41/128 en 1986, seuls les États-Unis ayant voté contre la résolution et huit absents. Les Nations unies ne reconnaissent aucune hiérarchie des droits, et tous les droits de l'homme sont égaux et interdépendants. Le droit au développement n'est donc pas un droit parapluie qui englobe ou éclipse d'autres droits, nii un droit ayant le statut d'une simple aspiration politique.
Le droit au développement est considéré un droit humain inaliénable auquel tous les peuples ont le droit de participer, de contribuer et de jouir du développement économique, socia, culturel et politique. Le droit comprend :
1. un développement centré sur l'être humain, identifiant "la personne humaine" comme le sujet central, le participant et le bénéficiaire du développement ;
2. une approche fondée sur les droits de l'homme exigent spécifiquement que le développement soit réalisé d'une manière "dans laquelle tous les droits de l'homme et toutes les libertés fondamentales peuvent $etre pleinement réalisés" ;
3. la participation, appelant à la "participation active, libre et significative" des personnes au développement ;
4. l'équité, en soulignant la nécessité d'une "répartition équitable des avantages" di développement ;
5. la non-discrimination, en n'autorisant "aucune distinction de race, de sexe, de langue ou de religion" ; et
6. l'autodétermination, la déclaration intègre l'autodétermination, y compris la pleine souveraineté sur les ressources naturelles, comme un élément constitutif du droit au développement[12].

Ce droit est un droit de troisième génération, considéré comme un droit de groupe, c'est-à-dire qu'il est dû aux communautés, par opposition à un droit individuel s'appliquant aux individus. "C'est un peuple, et non un individu, qui a droit à l'autodétermination et au développement national et mondial". En outre, la plupart des États en développement s'inquiètent des effets négatifs de certains aspects du commerce international, de l'inégalité d'accès à la technologie et du fardeau écrasant de la dette et espérent créer des obligations contraignantes pour faciliter le développement comme moyen d'améliorer la gouvernance et l'État de droit. Le droit au développement comporte trois attributs supplémentaires qui clarifient sa signification et précisent comment il peut réduire la pauvreté : 
1. le premier est une approche holistique qui intègre les droits de l'homme dans le processus ;
2. un environnement favorable offre des conditions plus équitables dans les relations économiques pour les pays en développement; et
3. le concept de justice sociale et d'équité implique la participation des populations des pays concernés et une distribution équitable des bénéfices du développement avec une attention particulière accordée aux membres marginalisés et vulnérables de la population[14].

## Sources
Ce droit a été reconnu pour la première fois en 1981 dans l'article 22 de la Charte africaine des droits de l'homme et des peuples, puis dans la Charte arabe des droits de l'homme. Il est désormais reconnu dans de nombreux instruments internationaux, la déclaration de Rio affirmant dans son principe 1 que "les êtres humains sont au centre des préoccupations relatives au développement durable, ils ont droit à une vie saine et productive en harmonie avec la nature". Parmi les autres instruments figurent la déclaration et le programme d'action de Vienne, la déclaration du Millénaire des Nations unies, le consensus de Monterrey de 2002, le Sommet mondial de 2005 et la déclaration sur les droits des peuples autoctones de 2007.

## Les porteurs de devoirs
L'article 3 stipule que « les États ont la responsabilité première de créer des conditions nationales et internationales favorables à la réalisation du droit au développement » et cela englobe trois niveaux principaux :
1. les États agissant collectivement dans le cadre de partenariats mondiaux et régionaux;
2. les États agissant individuellement lorsqu'ils adoptent et mettent en œuvre des politiques qui affectent des personnes ne relevant pas strictement de leur juridiction ; et
3. les États agissant individuellement lorsqu'ils formulent des politiques et des programmes nationaux de développement affectant des personnes relevant de leur juridiction.

L'article 6 stipule de manière importante que « les Etats devraient prendre, au niveau national, toutes les mesures nécessaires à  la réalisation du droit au développement », faisant écho à l'article 2.1 du Pacte international relatif par l'assistance et la coopération internationales, notamment sur les plans  économique et technique, au maximum de ses ressources disponibles". En outre, les directives de Maastrict sur les violations des droits économiques, sociaux et culturels prévoient qu'un Etat est en violation de pacte s'il n'alloue pas le maximum de ses ressources disponibles à la réalisation des droits de l'homme.

## Mécanismes de l'ONU
Le Groupe de travail intergouvernemental sur le droit au développement a été créé en 1998 et se réunit une fois par an pour rendre compte au Conseil des droits de l'homme (CDH) et à l'Assemblée générale. Son mandat consiste globalement à (a) suivre et examiner les progès accomplis dans la promotion et la mise en oeuvre du droit au développement tel qu'il est énoncé dans la déclaration, en formulant des recommandations et en analysant les obstacles à son plein exercice ; (b) examiner les rapports et autres informations soumis par les États, les agences des Nations unies, les organisations internationales et non gouvernementales concernées, sur la relation entre leurs activités et le droit au développement , et (c) présenter un rapport au CDH, y compris des conseils au Haut-Commissariat des Nations unies aux droits de l'homme (HCDH).
Le mandat du Haut commissaire (HC) du HCDH, tel qu'énoncé dans la résolution 48/141 4(c)  , vise à promouvoir et protéger la réalisation du droit au développelent et à renforcer  le soutien des organes compétents du système des Nations unies à cette fin. Le droit au développement est mis en avant par l'Assemblée générale et le Conseil des droits de l'homme qui demandent tous deux au sécrétaire général de l'ONU et au HC de faire un rapport annuel sur les progrès réalisés dans la mise en oeuvre du droit au développement, y compris les activités visant à renforcer le partenariat mondial pour le développement entre les états membres, les agences de développelent et les institutions internationales de développement, de financement et de commerce.
La commission des droits de l'homme des Nations unies a adopté par consensus une résolution sur le droit au développement 1998/24. Effets sur la jouissance effective des droits de l'homme des politiques d'ajustement économique découlant de la dette extérieure et, en particulier, de la mise en oeuvre de la déclaration sur le droit au développement. La Commission a recommandé un mécanisme de suivi consistant en un groipe de travail à composition non limitée (GTCNL) et un expert indépendant, Arjun Kular Sengupta, économiste indien qui a été sélectionné pour ce poste. L'objectif du groupe de travail était de surveiller et d'examiner les progès de l'expert indépendant et de faire rapport à la commission. L'expert indépendant a présenté au groupe de travail, à chacune des sessions, une étude sur l'état d'avancement de la mise en oeuvre du droit au développement.

## Document de stratégie pour la réduction de la pauvreté
Les documents de stratégie de réduction de la pauvreté (DSRP) ont été introduits pour la première fois en 1999 comme condition d'éligibilité à l'allégement de la dette des pays pauvres très endettés (PPTE). La raison d'être du processus était de promouvoir l'appropriation nationale et locale des politiques macroéconomiques en veillant à ce qu'lles soient suffisamment adaptées pour soulager la pauvreté dans les pays les plus pauvres. Le processus représente une adhésion aux valeurs de participation et de transparence dans la formulation de la politique macroéconomique, et a donc le potentiel de façonner le contenu de ces politiques afin de répondre aux besoins des pauvres.
Les documents de stratégie de réduction de la pauvreté sont préparés par les pays membres dans le cadre d'un processus participatif avec les parties prenantes nationales et les partenaires de développement comme la Banque mondiale ou le Fonds monétaire international. Ils sont mis à jour tous les trois ans avec des rapports d'étape décrivant les politiques et programmes macroéconomiques, structurels et sociaux du pays sur une période de trois ans ou plus pour promouvoir la croissance et réduire la pauvreté. Les DSRP intérimaires (DSRP-I) résument les connaissances et l'analyse actuelles de la situation de la pauvreté dans un pays, décrivent la stratégie existante de réduction de la pauvreté et exposent le processus d'élaboration d'un DSRP complet de manière participative.
Les documents nationaux, ainsi que les évaluations conjointes des services du FMI et de la Banque mondiale (JSA) qui les accompagnent, sont disponibles sur leurs sites Internet, en accord avec le pays membre, en tant que service aux utilisateurs des sites internet du FMI et de la Banque mondiale de l'importance de l'appropriation des programmes de réforme par les pays ainsi que de la nécessité de se concentrer davantage sur la réduction de la pauvreté. Le DSRP visent à fournir le lien crucial entre les actions publiques nationales, le soutien des donateurs et les résultats de développement nécessaires pour atteindre les objectifs du Millénaire pour le développement (OMD) des Nations unies, qui visent à réduire de moitié la pauvreté entre 1990 et 2915. Les DSRP guident les politiques associées aux prêts concessionnels ainsi que l'allègement de la dette dans le cadre de l'initiative en faveur des pays pauvres très endettés (PPTE).
Cinq principes fondamentaux sous-tendent l'approche. Les stratégies de réduction de la pauvreté doivent être 1) pilotées par le pays, en favorisant l'appropriation nationale des stratégies par une large participation de la société civile ; 2) axées sur les résultats et centrées sur les résultats qui bénéficieront aux pauvres ; 3) globales, en reconnaissant la nature multidimensionnelle de la pauvreté ; 4) axées sur le partenariat, en impliquant une participation coordonnée des partenaires du développement (gouvernement, parties prenantes nationales et donateurs extérieurs) ; et 5) fondées sur une perspective à long terme de réduction de la pauvreté.
En 2001, le Haut-Commissaire des Nations unies aux droits de l'homme a commandé les directives de 2001 pour l'intégration des droits de l'homme dans les stratégies de réduction de la pauvreté, qui ont été développées dans les directives de 2005. Dans une note conceptuelle, le Commissaire déclare également que le cadre des droits de l'homme est "un outil utile pour renforcer les dimensions de responsabilité et d'équité des stratégies de réduction de la pauvreté. En 2008, des stratégies spécifiques ont été introduites en matière de réduction de la pauvreté et de santé, affirmant la place des droits de l'homme dans la réalisation des objectifs du millénaire.